# Caenagnathasia
Caenagnathasia war ein theropoder Dinosaurier aus der Gruppe der Oviraptorosauria, der in der Oberkreide von Usbekistan lebte. Innerhalb der Oviraptorosauria wird diese kaum bekannte Gattung zu den Caenagnathiden gestellt.
Caenagnathasia ist lediglich von zwei unvollständigen Unterkiefern bekannt (Holotypus; Katalognummer N 401/12457 und Paratypus; Katalognummer N 402/12457), die aus den Gesteinsschichten der Bissekty-Formation stammen und damit ca. 91 bis 86 Millionen Jahre alt sind (spätes Turonium bis Coniacium). Damit handelt es sich um den frühesten bekannten Caenagnathiden. Die einzige Art  Caenagnathasia martinsoni wurde 1993 von Currie, Godfrey und Nessov erstbeschrieben. Caenagnathasia war der kleinste bekannte Caenagnathidae. Der Unterkiefer zeigte einen fast geraden oberen Rand, wobei Zähne oder zahnähnliche Vorsprünge fehlten. Vermutlich handelte es sich wie bei anderen Oviraptorosauriern um einen Pflanzen- oder Allesfresser. Von dem nordamerikanischen Chirostenotes unterscheidet sich Caenagnathasia durch verschiedene Merkmale an den Kiefern, wie beispielsweise der weniger ausgeprägten Riffelung an der Lingualseite der Okklusalkante.
Der Name Caenagnathasia bedeutet so viel wie „Neuer Kiefer aus Asien“ und setzt sich aus Caenagnathus (Gr. kaine „neu“ und gnathos „Kiefer“) und dem altgriechischen Asia („Asien“) zusammen.